# Pseudothyridium arnaudi
Pseudothyridium arnaudi är en skalbaggsart som beskrevs av Soula 2002. Pseudothyridium arnaudi ingår i släktet Pseudothyridium och familjen Rutelidae. Inga underarter finns listade i Catalogue of Life.